# Павленко Максим Михайлович
Макси́м Миха́йлович Павле́нко (нар. 15 вересня 1975, Київ) — український футзальний тренер і колишній футзаліст, що грав на позиції нападника.

## Біографія

### Освіта
Випускник кафедри футболу київського Національного університету фізичного виховання і спорту України. Спеціальність: тренер з футзалу.Ліцензія УЄФА-B по футзалу 

## Ігрова кар'єра
Майстер спорту. Чемпіон України (1999, 2000, 2004, 2005, 2009, 2010, 2012, 2016). Срібний призер Чемпіонатів України (2011, 2014). Володар Кубка України (2000, 2004, 2010, 2012, 2013, 2014), провів рекордні 90 кубкових матчів, забив в них 58 м'ячів.  Володар Суперкубка України (2009). Учасник елітного раунду Кубка УЄФА. Гравець Збірної України з футзалу (до 2013 року).
Навчався в школі київського «Динамо» в одній групі з Андрієм Шевченком і В’ячеславом Кернозенком. Спортивну кар’єру починав у дублюючих командах київського «Динамо» де грав на позиції лівого півзахисника та в нападі. Згодом перейшов у міні-футбол .
Кар'єру у футзалі розпочав 1995 року з команди «Інтеркас» куди його привів друг Микола Костенко.
Грав за футбольні  команди: київські «Динамо-2» та «Динамо-3» (1992-95), футзальні команди: київські  «Інтеркас» та Інтеркас-2» (1995-2003, 2005-2006), МФК «Шахтар» (Донецьк) та ЛТК (Луганськ) (2003-2005), казахські «Актюбрентген» та «Актобе-БТА» (2006-2008), львівські «Тайм» і «Енергія» (2008-2016).
Літом 2008 року провів два збори з «Планетою-Міст», але у підсумку перейшов в «Тайм».
За шість сезонів у складі «Енергії» провів 183 матчі, у яких забив 122 м'ячі (третій показник в історії). З 2013 по 2016 роки був тренером «Енергії»
14 вересня 2016 року підписав з «Ураганом» контракт терміном до завершення сезону.
14 лютого 2017 року Максима Павленка призначено головним тренером  «Урагану».

## Тренерська кар'єра
У сезоні 2013/14 Максим Павленко був граючим помічником Олександра Косенка у львівській «Енергії». У цьому сезоні команда виграла Кубок України та здобула срібні медалі чемпіонату. Втім, повноцінна тренерська кар’єра Максима Павленка розпочалася 15 липня 2014 року, коли він став головним тренером львівської «Енергії». Успіхи та нагороди не забарилися – Максим Павленко з «Енергією» став бронзовим призером у сезоні 2014/15, а у сезоні 2015/16 став чемпіоном України. Для львівської «Енергії» це було третє в історії чемпіонство і неабиякий тріумф у цьому сезоні. Команда зі Львова також отримала шанс грати в Лізі Чемпіонів. У цей період Максим Михайлович поєднував тренерську та ігрову кар’єру. 
14 вересня 2016 року підписав контракт до завершення сезоном з «Ураганом», однак очолив команду уже як головний тренер 14 лютого 2017 року. Цього сезону команда зуміли дійти до фіналу Кубка України, де з рахунком 3:5 поступилася львівській «Енергії». 
У сезоні 2018/19 «Ураган» під керівництвом Павленка виграв Кубок України, до слова, вперше в історії. У фіналі франківці на домашній арені перемогли херсонський «Продексім» (4:1). У цьому сезоні «Ураган» також здобув Кубок Ліги та срібні медалі чемпіонату. 
Сезон 2019/20 назвали «ковідним». На момент призупинення чемпіонату через всесвітню епідемію Covid-19 «Ураган» був третім у турнірній таблиці, а відтак знову став «бронзовим». У цьому сезоні «Ураган» також виграв Кубок та Суперкубок України. 20 серпня 2020 року «Ураган» у серії пенальті у Кубку України переміг київський ХІТ (1:1 основний час та 2:2 додатковий), а в Суперкубку України 7 вересня 2019 року «Ураган» розтрощив «Продексім» - 7:0.
У сезоні 2020/21 «Ураган» вперше під керівництвом Максима Павленка і вдруге в історії клубу став чемпіоном України, у фіналі плей-офф з загальним рахунком 3:1 перемігши херсонський «Продексім». 
У сезоні 2021/22 «Ураган» подарував Лігу Чемпіонів для рідного Івано-Франківська. В основному домашньому раунді «дракони» не залишили своїм суперникам жодних шансів, вийшовши до елітного раунду з першого місця (9 очок з 9-ти можливих). В елітному раунді особливо яскравою була перемога «Урагана» над іспанським «Леванте» - 5:3, щоправда поразка від гранда європейського та світового футзалу «Бенфіки» з рахунком 0:4 перекреслила шанси українського чемпіона на вихід до «Фіналу Чотирьох» Ліги Чемпіонів.
У цьому сезоні чемпіонат та Кубок України команди не дограли через повномасштабне вторгнення росіян на територію України 24 лютого 2022 року. За день до цього «Ураган» пройшов «Продексім» в 1/8 фіналу Кубка України, а в турнірній таблиці Екстра-ліги «Ураган» на той час посідав високе друге місце. Як виявилося згодом, матч проти «Урагана» для «Продексіма» станом на сьогодні є крайнім в історії херсонської команди. Після припинення існування херсонців «Ураган» замінив цю команду у Лізі Чемпіонів, хоча, якщо писати відверто, «Продексім» це право у чесній боротьбі не виборов через зупинення чемпіонату. 
У сезоні 2022/23 «Ураган» знову виступив в Лізі Чемпіонів під керівництвом Максима Павленка. До елітного раунду «Ураган» вийшов з другого місця, таке ж місце посів і на цьому етапі. Серед найкращих та найвидовичніших матчів «Урагана» в Лізі Чемпіонів – перемога над італійським грандом Чітта ді Еболі з рахунком 7:4. У цьому сезоні «Ураган» став срібним призером чемпіонату, у фіналі плей-офф у серії до трьох перемог з рахунком 2:3 поступившись київському ХІТу.
Зважаючи на вищезгадані досягнення Максим Павленко є найуспішнішим тренером в історії івано-франківського «Урагана». Тричі, а саме у сезонах 15/16, 18/19 та 20/21, Максима Павленка визнавали найкращим тренером сезону в українському футзалі.
1 червня 2024 оголосив, що йде з посади тренера «Урагана».

## Особисте життя

### Родина
Дружина Людмила, мають двох синів: Олексія та Ярослава.

## Нагороди і досягнення

### Гравець

#### Командні
«Інтеркас»
 Чемпіон України (3): 1998/99, 1999/00, 2002/03

 Срібний призер чемпіонату України (4): 1996/97, 1997/98, 2000/01, 2001/02

 Бронзовий призер чемпіонату України: 2005/06
- Володар Кубка України (2): 1999/00, 2000/01
- Фіналіст Кубка України (2): 1997/98, 2001/02
- Фіналіст Суперкубка України: 2005

 МФК «Шахтар»
 Чемпіон України: 2003/04
- Володар Кубка України: 2003/04

 «Актобе-БТА»
 Срібний призер чемпіонату Казахстану (2): 2006/07, 2007/08
- Фіналіст Кубка Казахстану: 2007[9]
- Володар Суперкубка Казахстану (2): 2007 (весна), 2007 (осінь)

 «Тайм»
 Чемпіон України (2): 2008/09, 2009/10
- Володар Кубка України: 2009/10
- Володар Суперкубка України: 2009

 «Енергія» (Львів)
- Чемпіон України (2): 2011/12, 2015/16
- Срібний призер чемпіонату України (2): 2010/11, 2013/14
- Бронзовий призер чемпіонату України: (2): 2012/13, 2014/15
- Володар Кубка України (4): 2010/11, 2011/12, 2012/13, 2013/14
- Фіналіст Суперкубка України (3): 2011, 2013, 2014

 Бронзовий призер турніру Lviv Open Cup: 2013
 «Легіон XXI»
 Срібний призер Kyiv Football Cup-2017

#### Особисті
- Найкращий бомбардир чемпіонату України (2): 2008/09, 2011/12
- Найкращий бомбардир чемпіонату Казахстану (2): 2006/07, 2007/08
- Найкращий бомбардир Кубка України (2): 2008/09, 2012/13
- Найкращий бомбардир Кубка Казахстану: 2007
- Найкращий бомбардир Суперкубка Казахстану (2): 2007 (весна), 2007 (осінь)[11]
- У списках 15 найкращих гравців України (2): 2001/02, 2002/03
- Член Клубу бомбардирів Олександра Яценка

### Тренер
«Енергія» (Львів)
- Чемпіон України (1): 2015/16
- Бронзовий призер чемпіонату України: (1): 2014/15

 «Ураган»
- Чемпіон України (1): 2020/21
- Срібний призер чемпіонату України: 2018/19
- Бронзовий призер чемпіонату України: (1): 2019/20
- Володар Кубку України (3): 2018/19, 2019/20, 2023/24
- Фіналіст Кубку України: 2017/18
- Володар Кубку ліги України: 2018.
- Володар Суперкубка України 2019

#### Особисті
- Найкращий тренер чемпіонату України: 2015/16, 2020/21.